# B. G. Knocc Out

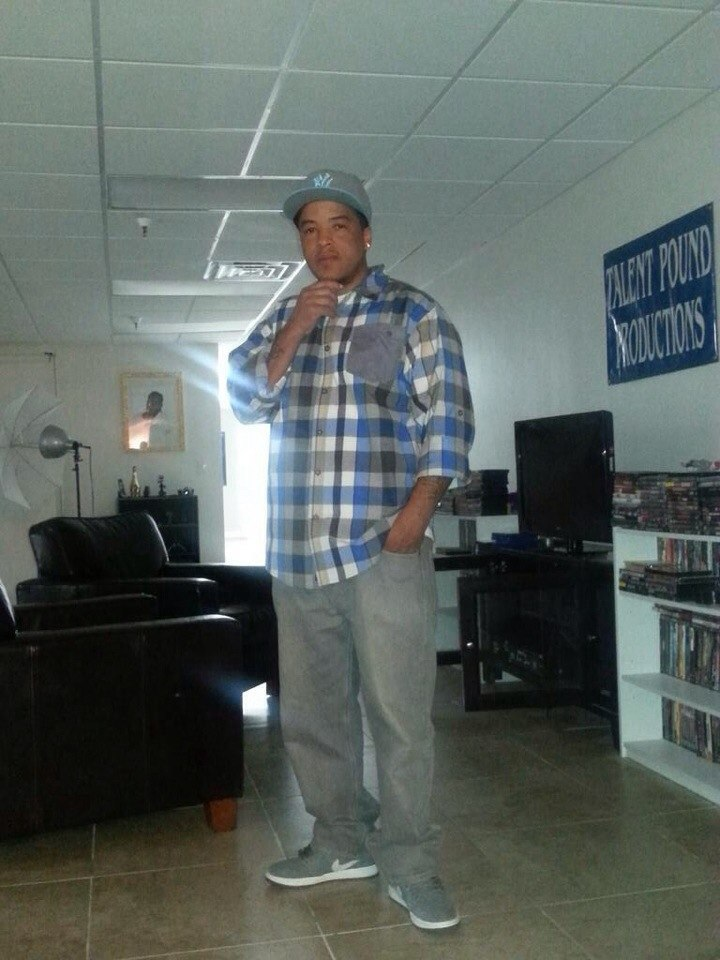
B.G. Knocc Out (2014)

B. G. Knocc Out (* 23. Januar 1975 in Compton, Kalifornien als Arlandis Hinton) ist ein US-amerikanischer Rapper.

## Leben
Arlandis Hinton wuchs in Compton mit seiner Mutter, seinen Brüdern und seiner Schwester auf. Schon früh gerieten sie auf die schiefe Bahn. Kurz darauf musste sein Bruder Dresta für drei Jahre hinter Gitter. Während dieser Zeit musste Hinton auf seine zwei jüngeren Brüder und seine Schwester aufpassen. Als Dresta entlassen wurde, fingen sie an, Lieder zu schreiben. Ein Jahr später nahm Hinton mit seinem Bruder Dresta und Eazy-E die Erfolgssingle Real Muthaphuckkin G’s auf.
Nach dem Tod von Eazy-E nahmen er und Dresta das Album Real Brothas auf. Es wurde von dem Label Outburts Records veröffentlicht. 1998 wurde B. G. Knocc Out wegen versuchten Mordes zu zehn Jahren Gefängnis verurteilt. 1999 konvertierte er zum Islam und nahm den Namen Al Hassan Naqiyy an. Seit 2006 ist er wieder auf freiem Fuß.

## Diskografie

### Alben
- 1995: Real Brothas (feat. Dresta)
- 2011: Eazy-E’s Protege

### Singles
- 1993: Real Muthaphuckkin G’s
- 1995: Jealousy
- 1995: 50/50 Luv
- 1995: D. P. G. Killa (Dr. Dre, Snoop Dogg, Nate Dogg, Dogg Pound Diss)
- 1995: Micc Check it Out
- 1995: B. G. Knocc Out

## Trivia
- B. G. steht für Baby Gangsta.
- Als er zusammen mit Eazy-E und Dresta den Song Real Muthaphuckkin G’s veröffentlichte, war er erst 18 Jahre alt.
- Er und sein Bruder Dresta sind Mitglieder der Nutty Blocc Compton Crips.
- Er ist in dem Musikvideo von Buddah Lovaz der Gruppe Bone Thugs-n-Harmony zu sehen.